# Benejússer
Benejússer (oficialment i en castellà Benejúzar) és un municipi del País Valencià situat a la comarca del Baix Segura.

## Geografia
El terme, de 8,6 km², està travessat d'oest a est pel Segura. Les obres de canalització del riu han propiciat la reforestació amb flora autòctona i adaptació per a l'esbargiment dels antics meandres, convertits en parc temàtic on es recreen els ecosistemes propis del Baix Segura. La zona més alta del municipi compta amb serres i cims ben poblats de bosc mediterrani, herbes aromàtiques i bona representació de la fauna.

## Història
El seu topònim àrab significa "partida de Jússer". En 1264 hi hagué una rebel·lió mudèjar que fou sufocada per les hostes castellanes amb l'ajuda de l'infant Pere i de Jaume I. El dia 15 de juliol va obtenir terme i jurisdicció. El 1429 fou saquejada per les hostes castellanes i murcianes. Els pobladors assecaren les marjals i espatllaren el terreny; la terra es va repartir en petites propietats; a finals del segle xiv moltes d'aquestes parcel·les van ser comprades per uns cavallers de cognom Martí que s'autoproclamaren senyors del lloc i així fou acceptat per Oriola. Amb l'expulsió morisca de 1609 vingué la despoblació i la posterior carta pobla de 1611 a favor de Juan Rosell Roda Rocamora y Thomas, que havia comprat el terme als Martí i contractà 32 veïns amb les mateixes condicions que tenien els moriscs. El 1628 se separa d'Oriola. Va ser afonat pel terratrèmol del 1829, i reconstruït en zona oposada del Segura poc després amb cinquanta famílies a les terres comprades al seu senyor, Juan Roca y Carrasco, comte de Pino Hermoso.

## Economia
Situada al bell centre de la comarca la seua economia es basa en el conreu dels cítrics, especialment la llima, alli; també abasta importància la construcció.

## Demografia
Benejússer té 5.364 habitants (INE 2016).
| 2.094 | 2.518 | 2.634 | 2.977 | 3.119 | 3.527 | 3.705 | 3.516 | 4.041 | 4.621 | 4.942 | 5.306 | 5.419 | 5.394 |

## Edificis d'interés
Quant al patrimoni s'ha de tenir en compte que el terratrèmol va destruir totalment el municipi per la qual cosa totes les construccions són dels darrers dos segles. Hi trobem:
- L'església de la Verge del Roser, fundada en 1611 i restaurada en 1911.
- L'edifici de l'Ajuntament.
- L'auditori municipal "José Aparicio Peiró".
- Santuari de la Pilarica.
- Algunes de les antigues cases de llaurador de què destaca l'anomenada Vistalegre.

De la seua gastronomia esmentem l'arròs amb crosta, el putxero amb pilotes i la paella de conill.

## Política i govern

### Composició de la Corporació Municipal
El Ple de l'Ajuntament està format per 13 regidors. En les eleccions municipals de 26 de maig de 2019 foren elegits 6 regidors del Partit Popular (PP), 5 del Partit Socialista del País Valencià (PSPV-PSOE) i 2 de Ciutadans - Partit de la Ciutadania (Cs).
| Eleccions municipals de 26 de maig de 2019 - Benejússer                                                                             |                                          |                                     |                                     |        |          |          |
| Candidatura | Candidatura                              | Candidatura                         | Cap de llista                       | Vots   | Vots     | Regidors |
| | Partit Popular                           |                                     | Antonio Bernabé Bernabé             | 1.533  | 46,44%   | 6 (-1)   |
| | Partit Socialista del País Valencià-PSOE |                                     | Antonio Miguel López Arenas         | 1.215  | 36,81%   | 5 ()     |
| | Ciutadans - Partit de la Ciutadania      |                                     | Rosa María García Ballester         | 533    | 16,15%   | 2 (+1)   |
| | Vots en blanc                            |                                     |                                     | 20     | 0,61%    |          |
| Total vots vàlids i regidors | Total vots vàlids i regidors             | Total vots vàlids i regidors        | Total vots vàlids i regidors        | 3.301  | 100 %    | 13       |
| | Vots nuls                                | Vots nuls                           | Vots nuls                           | 35     | 1,05%    |          |
| Participació (vots vàlids més nuls)                                                                                                 | Participació (vots vàlids més nuls)      | Participació (vots vàlids més nuls) | Participació (vots vàlids més nuls) | 3.336  | 82,31%** |          |
| Abstenció | Abstenció                                | Abstenció                           | Abstenció                           | 717*   | 17,69%** |          |
| Total cens electoral | Total cens electoral                     | Total cens electoral                | Total cens electoral                | 4.053* | 100 %**  |          |
| Alcalde: Antonio Miguel López Arenas (PSPV) (15/06/2019) Per majoria absoluta dels vots dels regidors (7 vots: 5 de PSPV i 2 de Cs) |                                          |                                     |                                     |        |          |          |
| Fonts: JEC, JEZ Oriola, M. Interior, Periòdic Ara. (* No són vots sinó electors. ** Percentatge respecte del cens electoral.)       |                                          |                                     |                                     |        |          |          |

### Alcaldes
Des del 17 de juny de 2023 l'alcalde de Benejússer és Vicente Cases Sanz del Partido Popular.
| Període                       | Alcalde o alcaldessa         | Partit polític | Data de possessió | Observacions |
| ----------------------------- | ---------------------------- | -------------- | ----------------- | ------------ |
| 1979–1983                     | Manuel Mora López            | UCD            | 19/04/1979        | --           |
| 1983–1987                     | José Antonio García Meseguer | PSPV-PSOE      | 28/05/1983        | --           |
| 1987–1991                     | José Antonio García Meseguer | PSPV-PSOE      | 30/06/1987        | --           |
| 1991–1995                     | José Antonio García Meseguer | PSPV-PSOE      | 15/06/1991        | --           |
| 1995–1999                     | José Antonio García Meseguer | PSPV-PSOE      | 17/06/1995        | --           |
| 1999–2003                     | José Antonio García Meseguer | PSPV-PSOE      | 03/07/1999        | --           |
| 2003–2007                     | José Antonio García Meseguer | PSPV-PSOE      | 14/06/2003        | --           |
| 2007–2011                     | Antonio Bernabé Bernabé      | PP             | 16/06/2007        | --           |
| 2011–2015                     | Antonio Bernabé Bernabé      | PP             | 11/06/2011        | --           |
| 2015–2019                     | Antonio Bernabé Bernabé      | PP             | 03/07/2015        | --           |
| 2019-2023                     | Antonio Miguel López Arenas  | PSPV-PSOE      | 15/06/2019        | --           |
| Des de 2023                   | Vicente Cases Sanz           | PP             | 17/06/2023        | --           |
| Fonts: Generalitat Valenciana |                              |                |                   |              |